# Andrew Dewar
Andrew Dewar (* 1981 in Yeovil) ist ein britischer Organist und Hochschullehrer.

## Leben
Andrew Dewar begann als Siebenjähriger mit der Ausbildung zum Organisten. Zwei Jahre später spielte er bereits als Organist in seiner Heimatstadt. Ab 1996 studierte er bei Rupert Gough, David Sanger und David Briggs. 1999–2000 wirkte er als Organist an der Kathedrale von Wells. Es folgte ein Studium an der Hochschule für Musik und Darstellende Kunst Stuttgart bei Ludger Lohmann. Seit 2010 ist er Organist an der Cathédrale américaine de Paris. Als Professor lehrte er am Royal College of Music in London.

## Preise und Auszeichnungen
- 2001: Plymouth National Young Organists’ competition
- 2002: Internationaler Orgelwettbewerb der Stadt Landau an der Isar
- 2003: Orgel Art Museum Rhein-Nahe (2. Preis)
- 2003: Felix-Mendelssohn-Bartholdy Wettbewerb in Berlin
- 2003: St Albans International Organ Festival (2. Preis)
- 2004: Eberhard-Friedrich-Walcker-Preis in Schramberg (2. Platz)
- 2005: St Albans International Organ Festival
- 2005: Internationales Orgelfestival Fugato Bad Homburg
- 2005: Bach-Wettbewerb Wiesbaden
- 2014: Pipeworks International Organ Competition Dublin[3]